# Eduardo Gota Losada
Eduardo Gota Losada (Teruel, 1930-Oviedo, 5 de junio de 2016) fue un jurista español, primer presidente del Tribunal Superior de Justicia de Asturias.

## Biografía
De origen aragonés, su familia se trasladó a vivir a Asturias en 1942 donde su padre fue destinado como funcionario de la administración del Estado. Allí Gota Losada se formó y licenció en Derecho en la Universidad  de Oviedo en 1952, donde tuvo entre sus profesores a Torcuato Fernández-Miranda. Obtuvo veintidós matrículas de honor con Premio Extraordinario Fin de Carrera. Marchó después a Madrid donde ingresó en la Escuela Judicial (1957), accediendo a la judicatura dos años más tarde como juez de Primera Instancia e Instrucción en la localidad alavesa de Laguardia. Después de otros dos destinos, Tineo y Puigcerdá, accedió como magistrado a la sala de lo Contencioso Administrativo de la Audiencia Territorial de Oviedo. Establecido definitivamente en Asturias, desde 1966 fue profesor de Derecho administrativo en la Universidad de Oviedo, presidió la Audiencia Territorial (1970) y, tras la aprobación del Estatuto de Autonomía de Asturias en 1983 y la creación del Tribunal Superior de Justicia de dicha comunidad autónoma, fue su primer presidente desde 1989 hasta su jubilación en 2000. Fue miembro de la Real Academia Asturiana de Jurisprudencia.
| Predecesor: creación | Presidente del Tribunal Superior de Justicia de Asturias 1989-2000 | Sucesor: Julio García Lagares |